# Hidroxicalciopiroclor
L'hidroxicalciopiroclor és un mineral de la classe dels òxids que pertany al grup del piroclor.

## Característiques
L'hidroxicalciopiroclor és un òxid de fórmula química (Ca,Na,U,◻)₂(Nb,Ti)₂O₆(OH). Va ser aprovada com a espècie vàlida per l'Associació Mineralògica Internacional l'any 2011, sent publicada per primera vegada el 2014. Cristal·litza en el sistema isomètric. La seva duresa a l'escala de Mohs es troba entre 5 i 6. És l'anàleg de calci de l'hidroximanganopiroclor i de l'hidroxiplumbopiroclor. També és l'anàleg amb OH del fluorcalciopiroclor. Químicament es troba relacionada amb la charleshatchettita.
Segons la classificació de Nickel-Strunz, l'hidroxicalciopiroclor pertany a «04.DH: Òxids amb proporció Metall:Oxigen = 1:2 i similars, amb cations grans (+- mida mitjana); plans que comparteixen costats d'octàedres» juntament amb els següents minerals: brannerita, ortobrannerita, thorutita, kassita, lucasita-(Ce), bariomicrolita, bariopiroclor, betafita, bismutomicrolita, calciobetafita, ceriopiroclor, cesstibtantita, jixianita, hidropiroclor, natrobistantita, plumbopiroclor, plumbomicrolita, plumbobetafita, estibiomicrolita, estronciopiroclor, estanomicrolita, estibiobetafita, uranpiroclor, itrobetafita, itropiroclor, fluornatromicrolita, bismutopiroclor, hidrokenoelsmoreïta, bismutostibiconita, oxiplumboromeïta, monimolita, cuproromeïta, stetefeldtita, estibiconita, rosiaïta, zirconolita, liandratita, petscheckita, ingersonita i pittongita.
L'exemplar que va servir per a determinar l'espècie, el que es coneix com a material tipus, es troba conservat a la col·lecció mineralògica del Museu Geològic de la Xina, a Beijing (República Popular de la Xina), amb el número de catàleg: m595-22.

## Formació i jaciments
Va ser descoberta a la mina Maoniuping, situada al comtat de Mianning, a Liangshan Yi (Sichuan, República Popular de la Xina). També ha estat descrita als Estats Units, el Canadà, Groenlàndia, la República Txeca, Alemanya, Finlàndia, Eslovàquia, Rússia, el Tadjikistan i Angola.